# Островское соглашение
Островское соглашение — договор между королём польским Ягайло и князем городненским и трокским Витовтом, подписанный в 1392 году в имении Острово близ города Лида. По данному соглашению Витовт получал в пользование земли Трокского княжества, а также становился Великим князем Литовским, Русским и Жамойтским, но признавал себя вассалом короля Ягайло. Договор ознаменовал окончание Гражданской войны в Литве.

## Предпосылки
В конце 1380-х годов разразился открытый конфликт между гродненским князем Витовтом и князем Скиргайло, братом Ягайло и наместником последнего. Скиргайло владел Троками, вотчиной Кейстута и Витовта, которую Ягайло после первой войны обещал вернуть владельцу. Многие литовцы были недовольны растущим польским влиянием в их стране. На условиях передачи тевтонцам Жемайтии Витовт заручился поддержкой ордена. Их отряды провели ряд военных кампаний в Литве, самая крупная из которых произошла в начале 1390 года, когда Витовт почти пять недель осаждал Вильно. Немцам удалось разрушить Кривой замок, который уже никогда не был отстроен, а также уничтожить почти все постройки за пределами городской стены, однако города взять не удалось. Вскоре стало ясно, что ни одна из сторон не имеет решительного перевеса, а постоянные военные походы только разоряют литовскую землю. Тем временем, польская знать начала выражать недовольство тем, что король Владислав Ягайло уделяет чересчур много внимания литовским делам, а также тому, что до сих пор не были выполнены условия Кревской унии — полное крещение Литвы в католическую веру. В условиях этого, Ягайло решил начать переговоры с Витовтом.

## Переговоры и договор

### Переговоры
Ещё весной 1392 года Ягайло послал к Витовту своего представителя епископа плоцкого Генриха Мазовецкого для обсуждения условий мира. Ягайло предложил уступить Витовту титул великого князя литовского, если тот признает его верховным правителем Литвы. Витовт принял предложение Ягайло не сразу, видимо, из-за того, что многие его родственники и приближённые находились в Ордене в качестве заложников. После того, как соглашение втайне было достигнуто, Витовт пригласил Тевтонских рыцарей на празднество в свою резиденцию — замок Риттерсвердер, находившемся на острове на Немане. Большинство ничего не подозревавших гостей Витовта были взяты в плен, после чего литовский князь сжег этот замок, а также Меттенбург, Нойгартен (около Гродно) и другие деревянные замки, возведенные рыцарями во время похода на Вильну. Во время этой кампании в плен Ордена попал брат Витовта Сигизмунд, который находился при дворе великого магистра вплоть до подписания Салинского договора в 1398 году.

### Подписание соглашения
4 июля 1392 года состоялась встреча Ягайло и Витовта в имении Острово близ Лиды. Там и начались официальные переговоры, итогом которых стал договор, формально завершивший войну. Витовт был признан великим князем литовским, ему была возвращена его вотчина — Трокское княжество. Скиргайло получил во владение Киевское княжество, где и скончался спустя 5 лет. Витовт формально признал Ягайло, теперь носившего титул верховный князь литовский, своим сюзереном. Также Витовт пообещал, что после его смерти земли Великого княжества станут собственностью короля Польши.

## Значение
Островское соглашение было ратифицировано в ряде договоров, заключенных между Польшей и Литвой, а также ряде документов, подписанных женой Витовта Анной и женой Ягайло Ядвигой. Договор способствовал укреплению централизованной власти в Великом княжестве Литовском. Витовт оказался зависимым от Ягайло только формально. Более того, по уверению некоторых исследователей, Ягайло сам был в зависимости от Витовта — более способного и популярного правителя. Вскоре Витовт сместил некоторых братьев Ягайло (своих двоюродных братьев) с их княжений: Скиргайло лишился Трок и Вильны (взамен впоследствии получил княжение в Киеве), Свидригайло был изгнан из Витебска, Корибут — из Новгорода-Северского, Владимир — из Киева. Лишились владений и другие князья-Гедиминовичи: подольский князь Фёдор Кориатович и волынский Фёдор Любартович.
Соглашение ознаменовало окончание почти полувековой войны за галицко-волынское наследство, в которой с 1340 по 1392 год Королевство Польское и Великое княжество Литовское боролись сначала друг с другом, доказывая правоту своих притязаний на Галицкий престол, а затем, после Кревской унии 1385 года, уже совместно — против волынского князя Фёдора Любартовича. В 1387 Ягайло отнял у Фёдора Луцк, а в 1390 — Владимир-Волынский. По условиям договора в Острове Галиция, Холм и Белз отходили к Королевству Польскому, а Волынь, Луцк и Владимир-Волынский — к Великому княжеству Литовскому. Галицко-Волынское княжество перестало существовать.
Соглашение не остановило притязаний тевтонцев на Жемайтию, по большей части по-прежнему остававшуюся языческой и, в условиях постоянных противоречий между ВКЛ и крестоносцами, в определённой степени самостоятельной — до заключённого спустя шесть лет Салинского договора, согласно которому Витовт уступал крестоносцам западную Жемайтию, что в результате привело к принудительному навязыванию крестоносцами католичества жемайтам. Территориальный спор за Жемайтию продолжился вплоть до заключения в 1422 году Мельнского мира.

## Последующие события
В 1398 году на собрании знати литовские и русские князья и бояре провозгласили Витовта самостоятельным правителем государства. Однако поражение в битве на Ворскле от татар хана Тимура Кутлуга в 1399 году, где Витовт едва не утонул и потерял почти все войско, ослабило его позиции. Кроме того, начались восстания в Смоленском княжестве, а также Новгородской и Псковской республиках. В этих условиях Витовт был вынужден подтвердить верховную власть Ягайло, пойдя на заключение Виленско-Радомской унии.
Тем не менее, Витовт продолжил политику по укреплению государства. Он заменял князей на местах своими наместниками, добился успехов на востоке: границы Великого княжества Литовского дошли до верховьев Оки и до Можайска, он отнял у татар Южную Подолию, заключил союзы с тверским, рязанским и пронским князьями. Зять Витовта Василий I Дмитриевич по завещанию, составленному в 1423 году, оставил его регентом при малолетнем великом князе московском Василии II.
Укреплению авторитета Витовта способствовала победа в Грюнвальдской битве и возвращение Жемайтии по условиям Торнского мира 1411 года. Политика Витовта была оценена по достоинству европейскими правителями на съезде в Луцке в январе 1429 года. Император Сигизмунд Люксембургский предложил Витовту принять королевскую корону, на что он ответил согласием. Переговоры шли тайно, так как поляки были категорически против усиления Витовта. Даже Ягайло был согласен на коронацию, заявив, что после смерти Витовта корона перейдет к одному из его сыновей, так как у Витовта не было наследников мужского пола. Незадолго до коронации, 27 октября 1430 года Витовт неожиданно скончался в Троках.